# Erysimum scoparium
Erysimum scoparium är en korsblommig växtart som först beskrevs av Pierre Marie Auguste Broussonet och Carl Ludwig von Willdenow, och fick sitt nu gällande namn av Richard von Wettstein. Erysimum scoparium ingår i släktet kårlar, och familjen korsblommiga växter. Inga underarter finns listade i Catalogue of Life.

## Bildgalleri

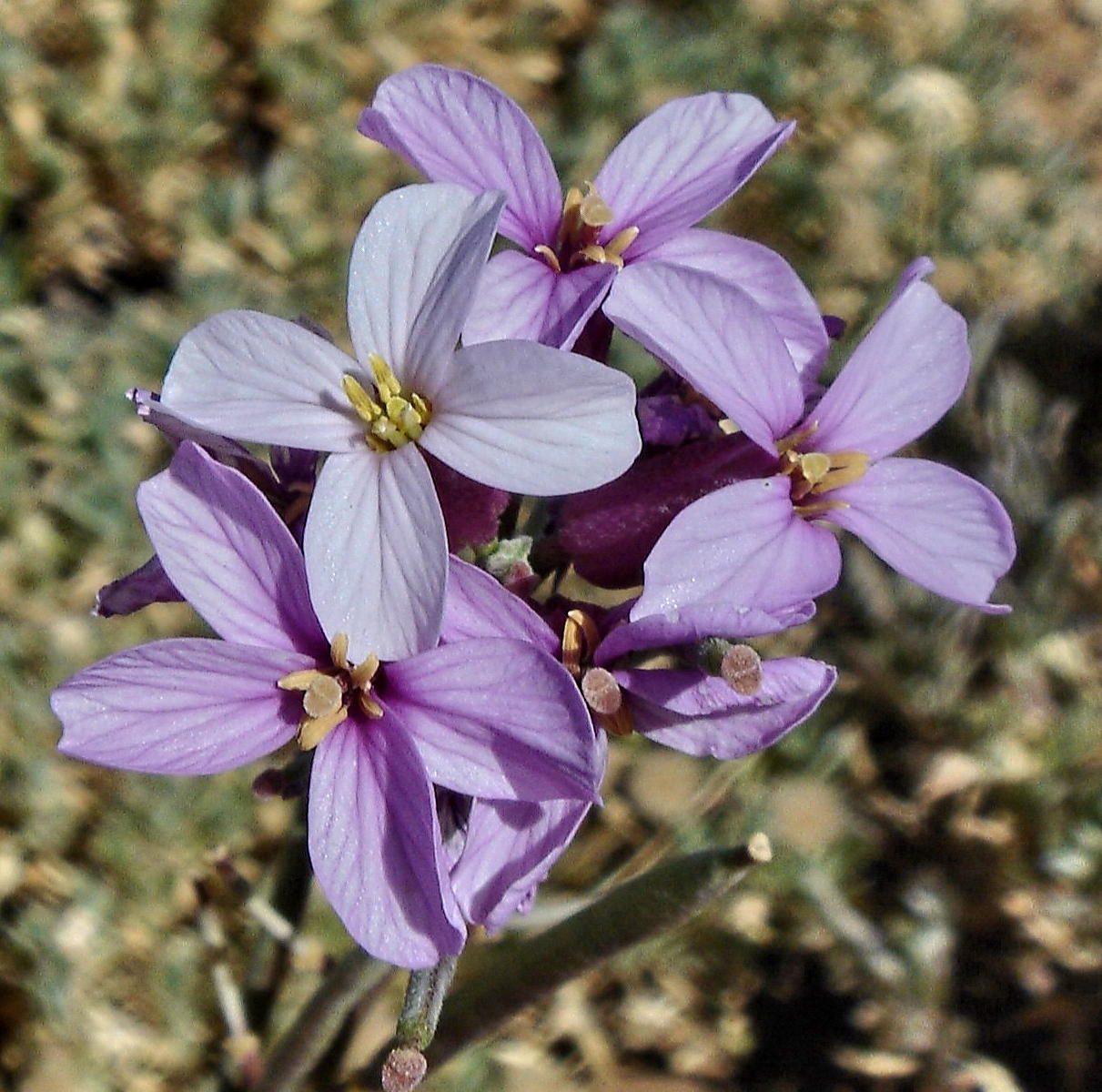
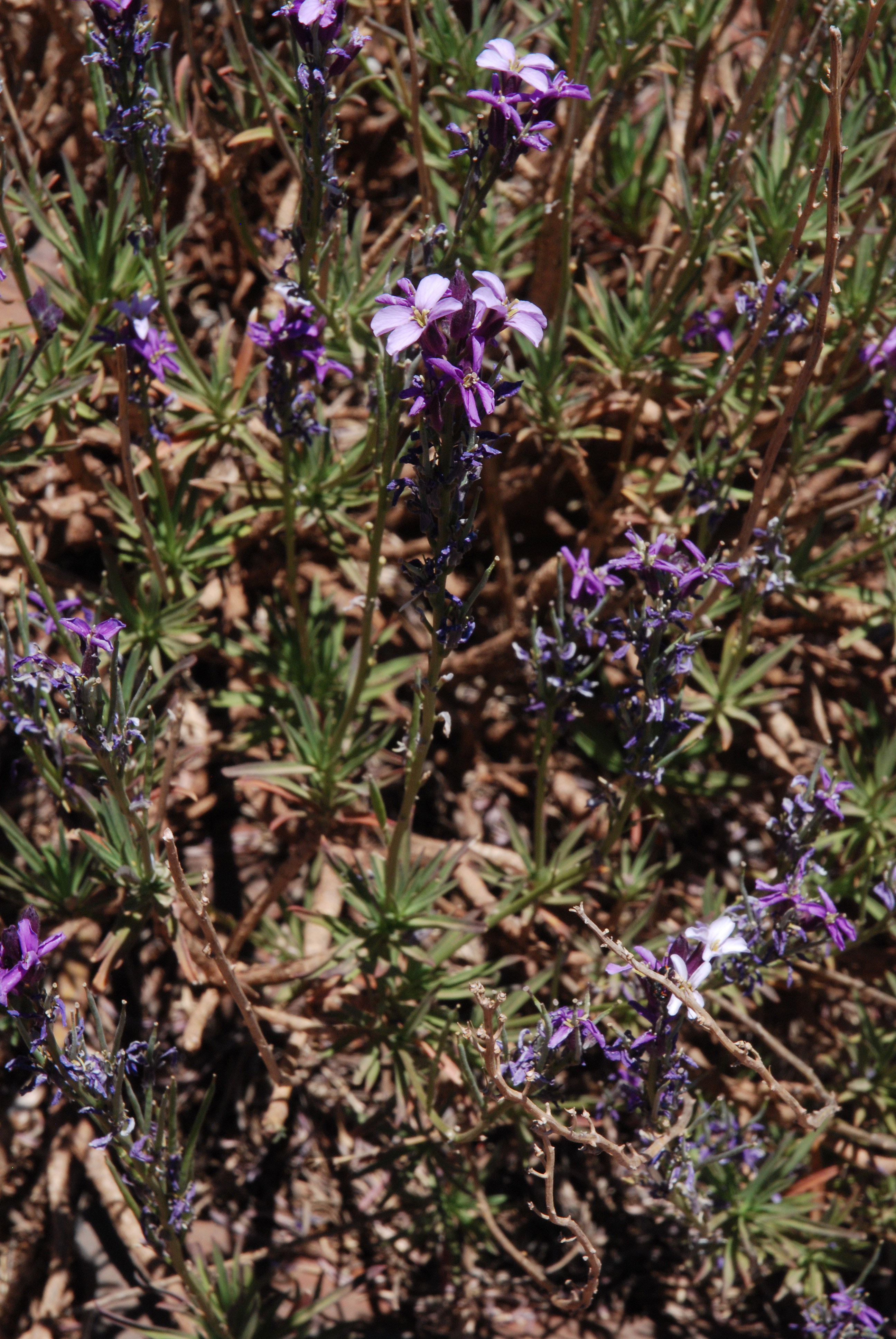
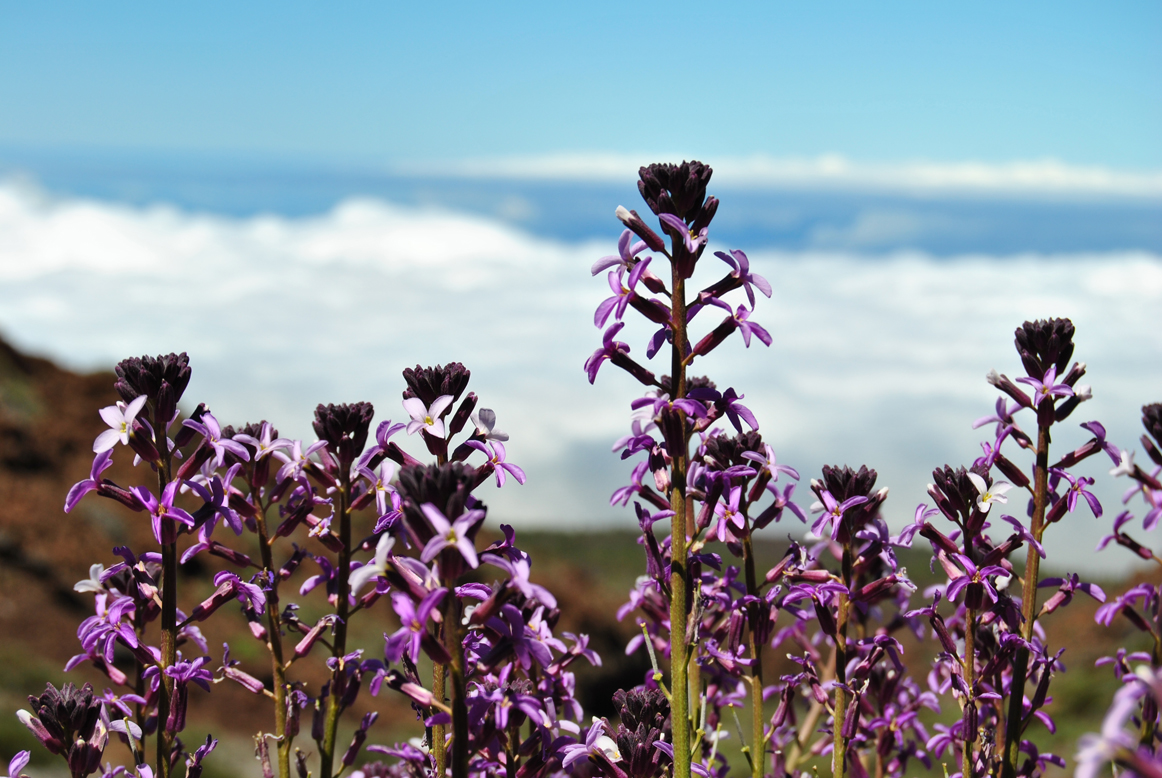